# 美並村 (茨城県)
美並村（みなみむら）は茨城県新治郡にかつて存在した村である。

## 地理
- 現在のかすみがうら市の南東部、旧霞ヶ浦町の中部に位置する。
- 村域は台地と平地が入り組む谷戸が多い地形になっている。

## 歴史
村名は、かつて存在した南野荘に由来する。

### 村域の変遷
- 1889年（明治22年）4月1日 - 町村制施行により、深谷村・上大堤村・下大堤村・三ツ木村・南根本村・大和田村・男神村・中台村が合併し新治郡美並村が発足。
- 1955年（昭和30年）2月11日 - 下大津村・牛渡村・佐賀村・安飾村・志士庫村とともに合併し出島村が発足。美並村は消滅。

変遷表
| 1868年 以前 | 1868年 以前 | 明治22年 4月1日 | 昭和30年 2月11日 | 平成9年 4月1日      | 平成17年 3月28日 | 現在           |
| ----------- | ----------- | --------------- | ---------------- | ------------------- | ---------------- | -------------- |
|             | 深谷村      | 美並村          | 出島村           | 霞ヶ浦町に 町制改称 | かすみがうら市   | かすみがうら市 |
|             | 上大堤村    | 美並村          | 出島村           | 霞ヶ浦町に 町制改称 | かすみがうら市   | かすみがうら市 |
|             | 下大堤村    | 美並村          | 出島村           | 霞ヶ浦町に 町制改称 | かすみがうら市   | かすみがうら市 |
|             | 三ツ木村    | 美並村          | 出島村           | 霞ヶ浦町に 町制改称 | かすみがうら市   | かすみがうら市 |
|             | 南根本村    | 美並村          | 出島村           | 霞ヶ浦町に 町制改称 | かすみがうら市   | かすみがうら市 |
|             | 大和田村    | 美並村          | 出島村           | 霞ヶ浦町に 町制改称 | かすみがうら市   | かすみがうら市 |
|             | 男神村      | 美並村          | 出島村           | 霞ヶ浦町に 町制改称 | かすみがうら市   | かすみがうら市 |
|             | 中台村      | 美並村          | 出島村           | 霞ヶ浦町に 町制改称 | かすみがうら市   | かすみがうら市 |

## 大字
- 深谷（ふかや）
- 上大堤（かみおおづつみ）
- 下大堤（しもおおづつみ）
- 三ツ木（みつぎ）
- 南根本（みなみねもと）
- 大和田（おおわだ）
- 男神（おがみ）
- 中台（なかだい）

## 人口・世帯

### 人口
総数 [単位： 人]
| 1891年（明治24年） | 1,890 |
| 1920年（大正 9年） | 2,454 |
| 1935年（昭和10年） | 2,727 |
| 1950年（昭和25年） | 3,330 |

### 世帯
総数 [単位： 世帯]
| 1920年（大正 9年） | 525 |
| 1935年（昭和10年） | 457 |
| 1950年（昭和25年） | 584 |